# Matti Heikkinen
Matti Heikkinen (Kajaani, 19 dicembre 1983) è un ex fondista finlandese.

## Biografia
In Coppa del Mondo ha esordito il 23 novembre 2002 nella 10 km a tecnica libera di Kiruna (57°), ha ottenuto il primo podio il 21 novembre 2009 nella 15 km a tecnica libera di Beitostølen (3°) e la prima vittoria il 12 dicembre successivo nella 15 km a tecnica libera di Davos.
In carriera ha partecipato a tre edizioni dei Giochi olimpici invernali, Vancouver 2010 (39º nella 15 km, non conclude l'inseguimento, 5º nella staffetta), Soči 2014 (20º nella 15 km, 15º nella 50 km, 39º nello skiathlon, 6º nella staffetta) e Pyeongchang 2018 (10º nella 15 km, 25º nella 50 km, 21º nello skiathlon, 4° nella staffetta), e a sei dei Campionati mondiali, vincendo quattro medaglie.

## Palmarès

### Mondiali
- 4 medaglie:
  - 1 oro (15 km a Oslo 2011)
  - 3 bronzi (15 km, staffetta a Liberec 2009; 50 km a Lahti 2017)

### Coppa del Mondo
- Miglior piazzamento in classifica generale: 5º nel 2017
- 5 podi (individuali):
  - 1 vittoria
  - 4 terzi posti

#### Coppa del Mondo - vittorie
| Data             | Località | Nazione  | Disciplina |
| ---------------- | -------- | -------- | ---------- |
| 12 dicembre 2009 | Davos    | Svizzera | 15 km TL   |

Legenda:

TL = tecnica libera

#### Coppa del Mondo - competizioni intermedie
- 10 podi di tappa:
  - 3 vittorie
  - 3 secondi posti
  - 4 terzi posti

##### Coppa del Mondo - vittorie di tappa
| Data            | Località    | Nazione  | Competizione    | Disciplina  |
| --------------- | ----------- | -------- | --------------- | ----------- |
| 3 gennaio 2011  | Oberstdorf  | Germania | Tour de Ski     | 20 km PU    |
| 11 marzo 2016   | Canmore     | Canada   | Ski Tour Canada | 15 km TL    |
| 4 dicembre 2016 | Lillehammer | Norvegia | Nordic Opening  | 15 km TC PU |

Legenda:

PU = inseguimento

TC = tecnica classica

TL = tecnica libera